# جورج روچستر
 جورج روچستر (انگلیسی: George Rochester؛ زاده ۴ فوریهٔ ۱۹۰۸ درگذشته ۲۶ دسامبر ۲۰۰۱) یک دانشمند بود. 